# Lista de bibliotecas municipais em Portugal
Esta é uma lista de bibliotecas municipais em Portugal que como tal se encontram registadas na Wikidata, não sendo portanto uma lista exaustiva das bibliotecas mantidas em funcionamento pelas autarquias portuguesas, nomeadamente dos pólos de descentralização das unidades principais. A lista está ordenada alfabeticamente pela localização municipal de cada biblioteca.
A quase totalidade das bibliotecas municipais está integrada na Rede Nacional de Bibliotecas Públicas (RNBP) que consiste num programa do estado português criado em 1987 com o objetivo de implementação da política nacional de criação e de desenvolvimento de bibliotecas públicas em Portugal, e de que resultou a instalação de várias bibliotecas municipais em modernos edifícios construidos propositadamente para esse efeito, constituindo um elemento de moderninação local.
Dado que alguns dos edifícios onde estão instaladas as bibliotecas são edifícios classificados do património arquitectónico português, nas últimas colunas estão inseridos os respectivos números do IGESPAR e do SIPA-Sistema Informação Património Arquitectónico conhecidos.
| Designação                                                                     | Imagem | Localização                                                                                   | Coordenadas Geográficas      | IGESPAR  | SIPA  |
| ------------------------------------------------------------------------------ | ------ | --------------------------------------------------------------------------------------------- | ---------------------------- | -------- | ----- |
| Biblioteca Municipal António Botto                                             |        | Abrantes                                                                                      | 39° 27′ 39″ N, 8° 11′ 52″ O  |          |       |
| Biblioteca Municipal de Aguiar da Beira                                        |        | Aguiar da Beira                                                                               | 40° 49′ 04″ N, 7° 32′ 33″ O  |          |       |
| Biblioteca Municipal de Alandroal                                              |        | Alandroal                                                                                     | 40° 49′ 04″ N, 7° 32′ 33″ O  |          |       |
| Biblioteca Municipal de Albergaria-a-Velha                                     |        | Albergaria-a-Velha e Valmaior Albergaria-a-Velha                                              | 40° 41′ 35″ N, 8° 28′ 46″ O  |          |       |
| Biblioteca Municipal Lídia Jorge                                               |        | Albufeira                                                                                     | 37° 05′ 44″ N, 8° 13′ 54″ O  |          |       |
| Biblioteca Municipal Dr. Carlos Nunes Ferreira                                 |        | Alcanena e Vila Moreira Alcanena                                                              | 39° 27′ 26″ N, 8° 40′ 07″ O  |          |       |
| Biblioteca Municipal de Alcobaça                                               |        | Alcobaça e Vestiaria Alcobaça                                                                 | 39° 33′ 02″ N, 8° 58′ 44″ O  |          |       |
| Biblioteca Municipal de Alcochete                                              |        | Alcochete                                                                                     | 38° 45′ 11″ N, 8° 57′ 50″ O  |          |       |
| Biblioteca Municipal de Alcoutim                                               |        | Alcoutim                                                                                      | 38° 45′ 12″ N, 8° 57′ 50″ O  |          |       |
| Biblioteca Municipal de Alcácer do Sal                                         |        | Alcácer do Sal                                                                                | 38° 22′ 16″ N, 8° 30′ 41″ O  |          |       |
| Biblioteca Municipal de Alenquer                                               |        | Alenquer                                                                                      | 39° 03′ 02″ N, 9° 00′ 23″ O  |          |       |
| Biblioteca Municipal de Alfândega da Fé                                        |        | Alfândega da Fé                                                                               | 41° 20′ 34″ N, 6° 57′ 46″ O  |          |       |
| Biblioteca Municipal de Algés                                                  |        | Algés, Linda-a-Velha e Cruz Quebrada-Dafundo                                                  | 38° 41′ 59″ N, 9° 13′ 55″ O  |          |       |
| Biblioteca Municipal de Alijó                                                  |        | Alijó                                                                                         | 41° 16′ 33″ N, 7° 28′ 25″ O  |          | 9155  |
| Biblioteca Municipal de Aljustrel                                              |        | Aljustrel e Rio de Moinhos Aljustrel                                                          | 37° 52′ 39″ N, 8° 09′ 40″ O  |          |       |
| Biblioteca Municipal de Almada                                                 |        | Almada                                                                                        | 38° 40′ 43″ N, 9° 09′ 28″ O  |          |       |
| Biblioteca Municipal Maria Natércia Ruivo                                      |        | Almeida                                                                                       | 40° 43′ 29″ N, 6° 54′ 26″ O  |          |       |
| Biblioteca Municipal Marquesa de Cadaval                                       |        | Almeirim                                                                                      | 39° 12′ 26″ N, 8° 37′ 18″ O  |          |       |
| Biblioteca Municipal de Almodôvar                                              |        | Almodôvar                                                                                     | 37° 30′ 51″ N, 8° 03′ 32″ O  |          |       |
| Biblioteca Municipal de Alpiarça - Dr. Hermínio Duarte Paciência               |        | Alpiarça                                                                                      | 39° 15′ 15″ N, 8° 34′ 51″ O  |          |       |
| Biblioteca Municipal de Alter do Chão                                          |        | Alter do Chão                                                                                 | 39° 15′ 15″ N, 8° 34′ 51″ O  |          |       |
| Biblioteca Municipal de Alvaiázere                                             |        | Alvaiázere                                                                                    | 39° 49′ 24″ N, 8° 22′ 48″ O  |          |       |
| Biblioteca Municipal Luís de Camões                                            |        | Alvito                                                                                        | 38° 15′ 20″ N, 7° 59′ 33″ O  |          |       |
| Biblioteca Municipal Albano Sardoeira                                          |        | Amarante                                                                                      | 41° 16′ 10″ N, 8° 04′ 46″ O  |          |       |
| Biblioteca Municipal Francisco de Sá de Miranda                                |        | Amares e Figueiredo Amares                                                                    | 41° 37′ 53″ N, 8° 21′ 06″ O  |          |       |
| Biblioteca Municipal de Anadia                                                 |        | Anadia                                                                                        | 40° 26′ 06″ N, 8° 26′ 23″ O  |          |       |
| Biblioteca Pública e Arquivo Regional Luís da Silva Ribeiro                    |        | Angra do Heroísmo                                                                             | 38° 43′ 39″ N, 9° 07′ 32″ O  |          |       |
| Biblioteca Municipal de Ansião                                                 |        | Ansião                                                                                        | 39° 54′ 36″ N, 8° 26′ 07″ O  |          |       |
| Biblioteca Municipal de Ponte de Lima                                          |        | Arca e Ponte de Lima                                                                          | 41° 46′ 03″ N, 8° 35′ 05″ O  |          |       |
| Biblioteca Municipal Tomaz de Figueiredo                                       |        | Arcos de Valdevez                                                                             | 41° 50′ 51″ N, 8° 25′ 02″ O  |          |       |
| Biblioteca Municipal Miguel Torga                                              |        | Arganil                                                                                       | 40° 13′ 13″ N, 8° 03′ 13″ O  |          |       |
| Biblioteca Municipal de Armamar                                                |        | Armamar                                                                                       | 40° 13′ 13″ N, 8° 03′ 13″ O  |          |       |
| Biblioteca Municipal de Arouca                                                 |        | Arouca e Burgo Arouca                                                                         | 40° 55′ 41″ N, 8° 14′ 50″ O  |          |       |
| Biblioteca Municipal de Arraiolos                                              |        | Arraiolos                                                                                     | 38° 43′ 25″ N, 7° 59′ 03″ O  |          |       |
| Biblioteca Municipal de Arronches                                              |        | Arronches                                                                                     | 38° 43′ 25″ N, 7° 59′ 03″ O  |          |       |
| Biblioteca Municipal Irene Lisboa                                              |        | Arruda dos Vinhos                                                                             | 38° 59′ 02″ N, 9° 04′ 39″ O  |          |       |
| Biblioteca Municipal de Elvas Dra. Elsa Grilo                                  |        | Assunção, Ajuda, Salvador e Santo Ildefonso                                                   | 38° 52′ 45″ N, 7° 09′ 44″ O  |          |       |
| Biblioteca Municipal de Aveiro                                                 |        | Aveiro                                                                                        | 40° 38′ 32″ N, 8° 39′ 10″ O  |          |       |
| Biblioteca Municipal Palácio Galveias                                          |        | Avenidas Novas                                                                                | 38° 44′ 29″ N, 9° 08′ 37″ O  |          |       |
| Biblioteca Municipal José Saramago                                             |        | Avis                                                                                          | 39° 03′ 14″ N, 7° 53′ 21″ O  |          |       |
| Biblioteca Municipal de Azambuja                                               |        | Azambuja                                                                                      | 39° 04′ 04″ N, 8° 52′ 18″ O  |          |       |
| Biblioteca Municipal de Baião                                                  |        | Baião                                                                                         | 39° 04′ 04″ N, 8° 52′ 20″ O  |          |       |
| Biblioteca Municipal de Barcelos                                               |        | Barcelos                                                                                      | 41° 31′ 50″ N, 8° 37′ 12″ O  |          |       |
| Biblioteca Pública de Barrancos                                                |        | Barrancos                                                                                     | 38° 43′ 39″ N, 9° 07′ 32″ O  |          |       |
| Biblioteca Municipal do Barreiro                                               |        | Barreiro                                                                                      | 38° 39′ 34″ N, 9° 04′ 43″ O  |          |       |
| Biblioteca Municipal José Travaços Santos                                      |        | Batalha                                                                                       | 39° 39′ 35″ N, 8° 49′ 24″ O  |          |       |
| Biblioteca Municipal José Saramago                                             |        | Beja                                                                                          | 38° 00′ 41″ N, 7° 51′ 40″ O  |          |       |
| Biblioteca Municipal de Belmonte                                               |        | Belmonte                                                                                      | 40° 21′ 30″ N, 7° 21′ 05″ O  |          |       |
| Biblioteca Municipal de Benavente                                              |        | Benavente                                                                                     | 38° 58′ 59″ N, 8° 48′ 40″ O  |          |       |
| Biblioteca Municipal de Bombarral                                              |        | Bombarral                                                                                     | 39° 16′ 08″ N, 9° 09′ 19″ O  |          |       |
| Biblioteca Pública Municipal do Porto                                          |        | Bonfim                                                                                        | 41° 08′ 46″ N, 8° 36′ 06″ O  | 73483    | 5418  |
| Biblioteca Municipal de Borba                                                  |        | Borba                                                                                         | 38° 48′ 22″ N, 7° 27′ 29″ O  |          |       |
| Biblioteca Municipal de Boticas                                                |        | Boticas e Granja                                                                              | 41° 41′ 16″ N, 7° 40′ 01″ O  |          |       |
| Biblioteca Lúcio Craveiro da Silva                                             |        | Braga Comunidade Intermunicipal do Cávado                                                     | 41° 32′ 53″ N, 8° 25′ 40″ O  |          |       |
| Biblioteca Municipal de Bragança                                               |        | Bragança                                                                                      | 41° 48′ 20″ N, 6° 45′ 23″ O  |          |       |
| Biblioteca Municipal de Cabeceiras de Basto - Dr. António Teixeira de Carvalho |        | Cabeceiras de Basto Arco de Baúlhe e Vila Nune                                                | 41° 28′ 56″ N, 7° 57′ 33″ O  |          |       |
| Biblioteca Municipal do Cadaval                                                |        | Cadaval                                                                                       | 39° 14′ 33″ N, 9° 05′ 59″ O  |          |       |
| Biblioteca Municipal das Caldas da Rainha                                      |        | Caldas da Rainha                                                                              | 39° 24′ 09″ N, 9° 08′ 31″ O  |          |       |
| Biblioteca Municipal da Calheta                                                |        | Calheta                                                                                       | 39° 39′ 35″ N, 8° 49′ 24″ O  |          |       |
| Biblioteca Municipal de Caminha                                                |        | Caminha (Matriz) e Vilarelho Caminha                                                          | 41° 52′ 39″ N, 8° 50′ 18″ O  |          |       |
| Biblioteca Municipal João Dubraz                                               |        | Campo Maior                                                                                   | 39° 00′ 46″ N, 7° 04′ 19″ O  |          |       |
| Biblioteca Municipal de Cantanhede                                             |        | Cantanhede                                                                                    | 40° 20′ 49″ N, 8° 35′ 18″ O  |          |       |
| Biblioteca Municipal de Carrazeda de Ansiães                                   |        | Carrazeda de Ansiães                                                                          | 41° 14′ 41″ N, 7° 18′ 03″ O  |          |       |
| Biblioteca Municipal de Carregal do Sal                                        |        | Carregal do Sal                                                                               | 40° 26′ 00″ N, 7° 59′ 47″ O  |          |       |
| Biblioteca Municipal Marcelino Mesquita                                        |        | Cartaxo                                                                                       | 39° 09′ 42″ N, 8° 47′ 06″ O  |          |       |
| Biblioteca Municipal de Cascais - Casa da Horta da Quinta de Santa Clara       |        | Cascais                                                                                       | 38° 42′ 05″ N, 9° 25′ 15″ O  |          |       |
| Quinta da Horta                                                                |        | Cascais e Estoril Cascais                                                                     | 38° 42′ 05″ N, 9° 25′ 15″ O  | 21164015 | 29668 |
| Biblioteca Municipal Dr. Eduardo Correia                                       |        | Castanheira de Pera                                                                           | 40° 00′ 33″ N, 8° 12′ 25″ O  |          |       |
| Biblioteca Municipal Dr. Jaime Lopes Dias                                      |        | Castelo Branco                                                                                | 39° 49′ 31″ N, 7° 29′ 35″ O  |          | 2496  |
| Biblioteca Municipal de Castelo Branco                                         |        | Castelo Branco                                                                                | 39° 49′ 21″ N, 7° 29′ 24″ O  |          |       |
| Biblioteca Municipal de Castelo de Paiva                                       |        | Castelo de Paiva                                                                              | 41° 02′ 25″ N, 8° 16′ 28″ O  |          |       |
| Biblioteca Municipal Laranjo Coelho                                            |        | Castelo de Vide                                                                               | 39° 24′ 49″ N, 7° 27′ 14″ O  |          |       |
| Biblioteca Municipal de Castro Daire                                           |        | Castro Daire                                                                                  | 40° 54′ 03″ N, 7° 55′ 49″ O  |          |       |
| Biblioteca Municipal de Castro Marim                                           |        | Castro Marim                                                                                  | 37° 13′ 10″ N, 7° 26′ 37″ O  |          |       |
| Biblioteca Municipal Manuel da Fonseca                                         |        | Castro Verde e Casével Castro Verde                                                           | 37° 42′ 10″ N, 8° 05′ 23″ O  |          |       |
| Biblioteca Municipal de Celorico da Beira                                      |        | Celorico da Beira                                                                             | 40° 37′ 57″ N, 7° 23′ 47″ O  |          |       |
| Biblioteca Municipal Prof. Marcelo Rebelo de Sousa                             |        | Celorico de Basto                                                                             | 41° 23′ 29″ N, 8° 00′ 09″ O  |          |       |
| Biblioteca Municipal Professor Marcelo Rebelo de Sousa                         |        | Celorico de Basto                                                                             | 41° 23′ 29″ N, 8° 00′ 09″ O  |          |       |
| Biblioteca Municipal da Chamusca - Ruy Gomes da Silva                          |        | Chamusca e Pinheiro Grande Chamusca                                                           | 39° 21′ 26″ N, 8° 28′ 54″ O  |          |       |
| Biblioteca Municipal de Cinfães                                                |        | Cinfães                                                                                       | 41° 04′ 24″ N, 8° 05′ 21″ O  |          |       |
| Biblioteca Municipal de Coimbra                                                |        | Coimbra                                                                                       | 40° 12′ 34″ N, 8° 24′ 58″ O  |          |       |
| Biblioteca Municipal Engº Jorge Bento                                          |        | Condeixa-a-Nova                                                                               | 40° 07′ 03″ N, 8° 29′ 40″ O  |          |       |
| Biblioteca Municipal Alexandre O'Neill                                         |        | Constância                                                                                    | 39° 28′ 37″ N, 8° 20′ 14″ O  |          |       |
| Biblioteca Municipal de Coruche                                                |        | Coruche                                                                                       | 38° 57′ 31″ N, 8° 31′ 36″ O  |          |       |
| Biblioteca Municipal da Covilhã                                                |        | Covilhã e Canhoso Covilhã                                                                     | 40° 16′ 30″ N, 7° 29′ 55″ O  |          |       |
| Biblioteca Municipal do Crato                                                  |        | Crato                                                                                         | 39° 17′ 13″ N, 7° 38′ 44″ O  |          |       |
| Biblioteca Municipal de Cuba                                                   |        | Cuba                                                                                          | 38° 09′ 55″ N, 7° 53′ 34″ O  |          |       |
| Biblioteca Municipal de Câmara de Lobos                                        |        | Câmara de Lobos                                                                               | 32° 38′ 58″ N, 16° 58′ 45″ O |          |       |
| Biblioteca Municipal Dr.ª Elsa Grilo                                           |        | Elvas                                                                                         | 38° 52′ 45″ N, 7° 09′ 44″ O  |          |       |
| Biblioteca Municipal do Entroncamento                                          |        | Entroncamento                                                                                 | 39° 27′ 54″ N, 8° 28′ 05″ O  |          |       |
| Biblioteca Municipal José Marmelo e Silva                                      |        | Espinho                                                                                       | 41° 00′ 28″ N, 8° 38′ 18″ O  |          |       |
| Biblioteca Municipal Manuel Boaventura                                         |        | Esposende                                                                                     | 41° 31′ 52″ N, 8° 46′ 47″ O  |          |       |
| Biblioteca Municipal de Estarreja                                              |        | Estarreja                                                                                     | 40° 45′ 05″ N, 8° 34′ 15″ O  |          |       |
| Biblioteca Municipal de Estremoz                                               |        | Estremoz (Santa Maria e Santo André)                                                          | 38° 50′ 30″ N, 7° 35′ 10″ O  |          |       |
| Biblioteca Municipal de Fafe                                                   |        | Fafe                                                                                          | 41° 27′ 00″ N, 8° 10′ 22″ O  |          |       |
| Biblioteca Municipal de Faro - António Ramos Rosa                              |        | Faro                                                                                          | 37° 00′ 51″ N, 7° 55′ 33″ O  |          |       |
| Biblioteca Municipal José Saramago                                             |        | Feijó Avis                                                                                    | 38° 39′ 09″ N, 9° 09′ 53″ O  |          |       |
| Biblioteca e Arquivo Municipal de Felgueiras                                   |        | Felgueiras                                                                                    | 41° 22′ 02″ N, 8° 12′ 04″ O  |          |       |
| Biblioteca Municipal de Ferreira do Alentejo                                   |        | Ferreira do Alentejo e Canhestros Ferreira do Alentejo                                        | 38° 03′ 29″ N, 8° 06′ 58″ O  |          |       |
| Biblioteca Municipal Dr. António Baião                                         |        | Ferreira do Zêzere                                                                            | 39° 41′ 40″ N, 8° 17′ 24″ O  |          |       |
| Biblioteca Pública Municipal Pedro Fernandes Tomás                             |        | Figueira da Foz                                                                               | 40° 09′ 09″ N, 8° 51′ 40″ O  |          |       |
| Biblioteca Municipal de Figueira de Castelo Rodrigo                            |        | Figueira de Castelo Rodrigo                                                                   | 38° 03′ 29″ N, 8° 06′ 58″ O  |          |       |
| Biblioteca Municipal de Figueiró dos Vinhos                                    |        | Figueiró dos Vinhos e Bairradas Figueiró dos Vinhos                                           | 39° 54′ 01″ N, 8° 16′ 25″ O  |          |       |
| Biblioteca Municipal Maria Teresa Maia Gonzalez                                |        | Fornos de Algodres                                                                            | 40° 37′ 08″ N, 7° 32′ 24″ O  |          |       |
| Biblioteca Municipal de Vila Nova da Barquinha                                 |        | Freguesia de Vila Nova da Barquinha                                                           | 39° 27′ 28″ N, 8° 25′ 59″ O  |          |       |
| Biblioteca Municipal António Monteiro Cardoso                                  |        | Freixo de Espada à Cinta e Mazouco                                                            | 41° 05′ 31″ N, 6° 48′ 20″ O  |          |       |
| Biblioteca Municipal de Fronteira                                              |        | Fronteira                                                                                     | 39° 03′ 22″ N, 7° 38′ 57″ O  |          |       |
| Biblioteca Municipal do Funchal                                                |        | Funchal                                                                                       | 39° 27′ 54″ N, 8° 28′ 05″ O  |          |       |
| Biblioteca Municipal Eugénio de Andrade                                        |        | Fundão, Valverde, Donas, Aldeia de Joanes e Aldeia Nova do Cabo Fundão                        | 40° 08′ 19″ N, 7° 30′ 13″ O  |          |       |
| Biblioteca Municipal de Gavião                                                 |        | Gavião                                                                                        | 39° 27′ 45″ N, 7° 56′ 01″ O  |          |       |
| Biblioteca Municipal da Golegã                                                 |        | Golegã                                                                                        | 39° 24′ 16″ N, 8° 29′ 06″ O  |          | 26677 |
| Biblioteca Municipal de Gondomar                                               |        | Gondomar                                                                                      | 41° 08′ 13″ N, 8° 32′ 02″ O  |          |       |
| Biblioteca Municipal de Gondomar "Camilo de Oliveira"                          |        | Gondomar                                                                                      | 41° 08′ 13″ N, 8° 32′ 02″ O  |          |       |
| Biblioteca Municipal Vergílio Ferreira                                         |        | Gouveia                                                                                       | 40° 29′ 40″ N, 7° 35′ 34″ O  |          | 12042 |
| Biblioteca Municipal de Grândola                                               |        | Grândola                                                                                      | 38° 10′ 37″ N, 8° 34′ 02″ O  |          |       |
| Bibilioteca Municipal de Grândola                                              |        | Grândola e Santa Margarida da Serra                                                           | 38° 10′ 37″ N, 8° 34′ 03″ O  |          |       |
| Biblioteca Municipal Eduardo Lourenço                                          |        | Guarda                                                                                        | 40° 32′ 05″ N, 7° 16′ 17″ O  |          |       |
| Biblioteca Municipal Raul Brandão                                              |        | Guimarães                                                                                     | 41° 26′ 40″ N, 8° 17′ 34″ O  |          |       |
| Biblioteca Municipal António Francisco Barata                                  |        | Góis                                                                                          | 40° 09′ 30″ N, 8° 06′ 32″ O  |          |       |
| Biblioteca Pública e Arquivo Regional João José da Graça                       |        | Horta                                                                                         | 38° 32′ 11″ N, 28° 37′ 36″ O |          |       |
| Biblioteca Municipal de Idanha-a-Nova                                          |        | Idanha-a-Nova e Alcafozes Idanha-a-Nova                                                       | 39° 55′ 28″ N, 7° 14′ 34″ O  |          |       |
| Biblioteca Municipal de Lagoa                                                  |        | Lagoa                                                                                         | 37° 08′ 08″ N, 8° 27′ 18″ O  |          |       |
| Biblioteca Municipal Tomaz Borba Vieira                                        |        | Lagoa                                                                                         | 40° 31′ 09″ N, 8° 05′ 27″ O  |          |       |
| Biblioteca Municipal de Lagos                                                  |        | Lagos                                                                                         | 37° 05′ 57″ N, 8° 40′ 13″ O  |          |       |
| Biblioteca Municipal de Lagos Júlio Dantas                                     |        | Lagos                                                                                         | 37° 05′ 57″ N, 8° 40′ 13″ O  |          |       |
| Biblioteca Municipal de Lajes das Flores                                       |        | Lajes das Flores                                                                              | 37° 05′ 57″ N, 8° 40′ 13″ O  |          |       |
| Biblioteca Municipal Dias de Melo                                              |        | Lajes do Pico                                                                                 | 41° 29′ 59″ N, 7° 38′ 46″ O  |          |       |
| Biblioteca Municipal de Lamego                                                 |        | Lamego                                                                                        | 41° 05′ 54″ N, 7° 48′ 35″ O  |          |       |
| Biblioteca Municipal Afonso Lopes Vieira                                       |        | Leiria, Pousos, Barreira e Cortes Leiria                                                      | 39° 44′ 38″ N, 8° 48′ 36″ O  |          |       |
| Casa da Família Charters                                                       |        | Leiria, Pousos, Barreira e Cortes                                                             | 39° 44′ 37″ N, 8° 48′ 37″ O  |          | 11198 |
| Biblioteca Municipal dos Olivais                                               |        | Lisboa Olivais                                                                                | 38° 45′ 50″ N, 9° 06′ 47″ O  |          |       |
| Biblioteca Camões                                                              |        | Lisboa Misericórdia                                                                           | 38° 42′ 39″ N, 9° 08′ 46″ O  |          |       |
| Biblioteca da Penha de França                                                  |        | Lisboa                                                                                        | 38° 43′ 39″ N, 9° 07′ 32″ O  |          |       |
| Biblioteca Municipal Almeida Garrett                                           |        | Lordelo do Ouro e Massarelos Porto                                                            | 41° 08′ 53″ N, 8° 37′ 37″ O  |          |       |
| Biblioteca Municipal Sophia de Mello Breyner Andresen                          |        | Loulé                                                                                         | 37° 08′ 20″ N, 8° 01′ 05″ O  |          |       |
| Biblioteca Municipal José Saramago                                             |        | Loures                                                                                        | 38° 49′ 39″ N, 9° 10′ 17″ O  |          |       |
| Biblioteca Municipal da Lourinhã                                               |        | Lourinhã e Atalaia Lourinhã                                                                   | 39° 14′ 30″ N, 9° 18′ 42″ O  |          |       |
| Biblioteca Municipal Comendador Montenegro                                     |        | Lousã                                                                                         | 40° 06′ 41″ N, 8° 14′ 45″ O  |          |       |
| Biblioteca Municipal Orlando Ribeiro                                           |        | Lumiar                                                                                        | 38° 45′ 35″ N, 9° 10′ 09″ O  |          |       |
| Biblioteca Municipal de Macedo de Cavaleiros                                   |        | Macedo de Cavaleiros                                                                          | 39° 33′ 12″ N, 7° 59′ 44″ O  |          |       |
| Biblioteca Municipal de Machico Francisco Álvares de Nóbrega                   |        | Machico                                                                                       | 32° 43′ 06″ N, 16° 46′ 02″ O |          |       |
| Biblioteca Pública Municipal da Madalena                                       |        | Madalena                                                                                      | 38° 32′ 02″ N, 28° 31′ 31″ O |          |       |
| Biblioteca Municipal de Mafra                                                  |        | Mafra                                                                                         | 39° 33′ 12″ N, 7° 59′ 44″ O  |          |       |
| Biblioteca Municipal Dr. José Vieira de Carvalho                               |        | Maia                                                                                          | 41° 14′ 04″ N, 8° 37′ 19″ O  |          |       |
| Biblioteca Municipal Dr. Alexandre Alves                                       |        | Mangualde, Mesquitela e Cunha Alta                                                            | 40° 36′ 01″ N, 7° 45′ 07″ O  |          |       |
| Biblioteca Municipal Dr. José David Lucas Batista                              |        | Manteigas                                                                                     | 38° 38′ 57″ N, 7° 32′ 42″ O  |          |       |
| Biblioteca Municipal Poeta Joaquim Monteiro                                    |        | Marco de Canaveses                                                                            | 38° 44′ 30″ N, 9° 08′ 37″ O  |          |       |
| Biblioteca Municipal da Marinha Grande                                         |        | Marinha Grande                                                                                | 39° 44′ 59″ N, 8° 56′ 02″ O  |          |       |
| Biblioteca Municipal Florbela Espanca                                          |        | Matosinhos                                                                                    | 41° 11′ 00″ N, 8° 40′ 56″ O  |          |       |
| Biblioteca Municipal Florbela Espanca                                          |        | Matosinhos e Leça da Palmeira Matosinhos                                                      | 41° 11′ 00″ N, 8° 40′ 56″ O  |          |       |
| Biblioteca Municipal de Mação                                                  |        | Mação                                                                                         | 39° 33′ 12″ N, 7° 59′ 44″ O  |          |       |
| Biblioteca Municipal de Mealhada                                               |        | Mealhada, Ventosa do Bairro e Antes Mealhada                                                  | 40° 22′ 40″ N, 8° 27′ 06″ O  |          |       |
| Biblioteca Municipal de Melgaço                                                |        | Melgaço                                                                                       | 42° 06′ 30″ N, 8° 15′ 38″ O  |          |       |
| Biblioteca Municipal de Mesão Frio                                             |        | Mesão Frio                                                                                    | 37° 38′ 19″ N, 7° 39′ 47″ O  |          |       |
| Biblioteca Municipal de Mira                                                   |        | Mira                                                                                          | 40° 25′ 42″ N, 8° 44′ 18″ O  |          |       |
| Biblioteca Municipal António Maria Mourinho                                    |        | Miranda do Douro                                                                              | 41° 29′ 33″ N, 6° 16′ 29″ O  |          |       |
| Biblioteca Municipal Sarmento Pimentel                                         |        | Mirandela                                                                                     | 41° 29′ 07″ N, 7° 10′ 42″ O  |          |       |
| Biblioteca Municipal Trindade Coelho                                           |        | Mogadouro                                                                                     | 41° 20′ 31″ N, 6° 42′ 42″ O  |          |       |
| Biblioteca Municipal Aquilino Ribeiro                                          |        | Moimenta da Beira Vila Nova de Paiva Paredes de Coura                                         | 40° 58′ 52″ N, 7° 36′ 42″ O  |          |       |
| Biblioteca Municipal Bento de Jesus Caraça                                     |        | Moita                                                                                         | 38° 39′ 10″ N, 8° 59′ 27″ O  |          |       |
| Biblioteca de Monchique António da Silva Carriço                               |        | Monchique                                                                                     | 37° 19′ 10″ N, 8° 33′ 19″ O  |          |       |
| Biblioteca Municipal de Mondim de Basto                                        |        | Mondim de Basto                                                                               | 41° 24′ 32″ N, 7° 57′ 36″ O  |          |       |
| Biblioteca Municipal de Monforte                                               |        | Monforte                                                                                      | 39° 03′ 13″ N, 7° 26′ 23″ O  |          |       |
| Biblioteca Municipal de Montalegre                                             |        | Montalegre e Padroso Montalegre                                                               | 41° 49′ 22″ N, 7° 47′ 29″ O  |          |       |
| Biblioteca Municipal Afonso Duarte                                             |        | Montemor-o-Velho e Gatões Montemor-o-Velho                                                    | 40° 10′ 19″ N, 8° 41′ 12″ O  |          |       |
| Biblioteca Municipal Manuel Giraldes da Silva                                  |        | Montijo                                                                                       | 38° 42′ 26″ N, 8° 58′ 36″ O  |          |       |
| Biblioteca Municipal de Monção                                                 |        | Monção                                                                                        | 42° 04′ 40″ N, 8° 29′ 02″ O  |          |       |
| Biblioteca Municipal de Mora                                                   |        | Mora                                                                                          | 41° 49′ 21″ N, 7° 47′ 29″ O  |          |       |
| Biblioteca Municipal de Mortágua                                               |        | Mortágua, Vale de Remígio, Cortegaça e Almaça Mortágua                                        | 40° 23′ 46″ N, 8° 13′ 55″ O  |          |       |
| Biblioteca Municipal Urbano Tavares Rodrigues                                  |        | Moura (Santo Agostinho e São João Baptista) e Santo Amador Moura                              | 38° 08′ 37″ N, 7° 27′ 00″ O  |          | 30118 |
| Biblioteca Municipal de Mourão                                                 |        | Mourão                                                                                        | 40° 23′ 46″ N, 8° 13′ 55″ O  |          |       |
| Biblioteca Municipal do Corvo                                                  |        | Município do Corvo                                                                            | 39° 01′ 24″ N, 8° 58′ 51″ O  |          |       |
| Biblioteca Municipal da Murtosa                                                |        | Murtosa                                                                                       | 39° 05′ 36″ N, 9° 06′ 48″ O  |          |       |
| Biblioteca Municipal de Murça                                                  |        | Murça                                                                                         | 41° 24′ 22″ N, 7° 27′ 07″ O  |          |       |
| Biblioteca Municipal de Mértola                                                |        | Mértola                                                                                       | 37° 38′ 19″ N, 7° 39′ 47″ O  |          |       |
| Biblioteca Municipal de Mêda                                                   |        | Mêda                                                                                          | 40° 57′ 57″ N, 7° 15′ 29″ O  |          |       |
| Biblioteca Municipal da Nazaré                                                 |        | Nazaré                                                                                        | 39° 35′ 49″ N, 9° 04′ 09″ O  |          |       |
| Biblioteca Municipal António Lobo Antunes                                      |        | Nelas                                                                                         | 40° 32′ 17″ N, 7° 50′ 59″ O  |          |       |
| Biblioteca Municipal Dr. Motta e Moura                                         |        | Nisa                                                                                          | 39° 30′ 59″ N, 7° 38′ 58″ O  |          |       |
| Biblioteca Municipal do Nordeste                                               |        | Nordeste                                                                                      | 39° 27′ 54″ N, 8° 28′ 05″ O  |          |       |
| Biblioteca Municipal Almeida Faria                                             |        | Nossa Senhora da Vila, Nossa Senhora do Bispo e Silveiras                                     | 38° 38′ 45″ N, 8° 12′ 57″ O  |          |       |
| Castelo de Odemira                                                             |        | Odemira                                                                                       | 37° 35′ 50″ N, 8° 38′ 36″ O  |          |       |
| Biblioteca Municipal José Saramago                                             |        | Odemira                                                                                       | 37° 35′ 50″ N, 8° 38′ 36″ O  |          |       |
| Biblioteca Municipal D. Dinis                                                  |        | Odivelas                                                                                      | 38° 47′ 32″ N, 9° 10′ 55″ O  | 17595390 | 6806  |
| Biblioteca Municipal de Oeiras                                                 |        | Oeiras e São Julião da Barra Oeiras                                                           | 38° 41′ 30″ N, 9° 18′ 14″ O  |          |       |
| Biblioteca Municipal de Oleiros                                                |        | Oleiros                                                                                       | 38° 41′ 31″ N, 9° 18′ 14″ O  |          |       |
| Biblioteca Municipal José Mariano Gago                                         |        | Olhão                                                                                         | 37° 01′ 52″ N, 7° 50′ 16″ O  |          | 17028 |
| Biblioteca Municipal Ferreira de Castro                                        |        | Oliveira de Azeméis, Santiago da Riba-Ul, Ul, Macinhata da Seixa e Madail Oliveira de Azeméis | 40° 50′ 09″ N, 8° 29′ 00″ O  |          |       |
| Biblioteca Municipal de Oliveira de Frades                                     |        | Oliveira de Frades, Souto de Lafões e Sejães Oliveira de Frades                               | 40° 44′ 00″ N, 8° 10′ 26″ O  |          | 13059 |
| Biblioteca Municipal de Oliveira do Bairro                                     |        | Oliveira do Bairro                                                                            | 40° 30′ 45″ N, 8° 29′ 28″ O  |          |       |
| Biblioteca Municipal de Oliveira do Hospital                                   |        | Oliveira do Hospital e São Paio de Gramaços                                                   | 40° 21′ 41″ N, 7° 51′ 45″ O  |          |       |
| Biblioteca Municipal de Ourique - Jorge Sampaio                                |        | Ourique                                                                                       | 37° 39′ 06″ N, 8° 13′ 42″ O  |          |       |
| Biblioteca Municipal de Ourém                                                  |        | Ourém                                                                                         | 39° 39′ 22″ N, 8° 34′ 36″ O  |          |       |
| Biblioteca Municipal de Ovar                                                   |        | Ovar                                                                                          | 40° 51′ 34″ N, 8° 37′ 21″ O  |          |       |
| Biblioteca Municipal de Palmela                                                |        | Palmela                                                                                       | 38° 34′ 16″ N, 8° 54′ 12″ O  |          |       |
| Biblioteca Municipal Dr. Fernando Nunes Barata                                 |        | Pampilhosa da Serra                                                                           | 39° 27′ 26″ N, 8° 40′ 07″ O  |          |       |
| Biblioteca-Museu Municipal de Paredes                                          |        | Paredes                                                                                       | 41° 12′ 29″ N, 8° 20′ 04″ O  |          |       |
| Biblioteca Municipal Prof. Vieira Dinis                                        |        | Paços de Ferreira                                                                             | 41° 16′ 41″ N, 8° 22′ 37″ O  |          |       |
| Biblioteca Municipal Professor Vieira Dinis                                    |        | Paços de Ferreira                                                                             | 41° 16′ 41″ N, 8° 22′ 37″ O  |          |       |
| Biblioteca Municipal de Pedrógão Grande                                        |        | Pedrógão Grande                                                                               | 39° 55′ 00″ N, 8° 08′ 49″ O  |          |       |
| Biblioteca Municipal de Penacova                                               |        | Penacova                                                                                      | 40° 16′ 14″ N, 8° 17′ 05″ O  |          |       |
| Biblioteca Municipal de Penafiel                                               |        | Penafiel                                                                                      | 41° 12′ 13″ N, 8° 17′ 13″ O  |          |       |
| Biblioteca Municipal de Penalva do Castelo                                     |        | Penalva do Castelo                                                                            | 40° 40′ 30″ N, 7° 42′ 03″ O  |          |       |
| Biblioteca Municipal de Penamacor                                              |        | Penamacor                                                                                     | 40° 10′ 08″ N, 7° 10′ 12″ O  |          |       |
| Biblioteca Municipal de Penedono                                               |        | Penedono                                                                                      | 40° 10′ 08″ N, 7° 10′ 12″ O  |          |       |
| Biblioteca Municipal António Arnaut                                            |        | Penela                                                                                        | 40° 01′ 36″ N, 8° 23′ 15″ O  |          |       |
| Biblioteca Municipal de Peniche                                                |        | Peniche                                                                                       | 39° 21′ 25″ N, 9° 23′ 00″ O  |          |       |
| Biblioteca Municipal de Peso da Régua                                          |        | Peso da Régua e Godim                                                                         | 41° 09′ 47″ N, 7° 47′ 29″ O  |          |       |
| Biblioteca Municipal Luís Augusto das Neves                                    |        | Pinhel                                                                                        | 40° 46′ 28″ N, 7° 03′ 57″ O  |          |       |
| Biblioteca Municipal de Pombal                                                 |        | Pombal                                                                                        | 39° 54′ 55″ N, 8° 37′ 52″ O  |          |       |
| Biblioteca Municipal de Ponta Delgada                                          |        | Ponta Delgada                                                                                 | 39° 54′ 56″ N, 8° 37′ 52″ O  |          |       |
| Biblioteca Pública Municipal de Ponta do Sol                                   |        | Ponta do Sol                                                                                  | 38° 32′ 02″ N, 28° 31′ 31″ O |          |       |
| Biblioteca Municipal de Ponte da Barca                                         |        | Ponte da Barca, Vila Nova de Muía e Paço Vedro de Magalhães Ponte da Barca                    | 41° 48′ 27″ N, 8° 25′ 06″ O  |          |       |
| Biblioteca Municipal de Ponte de Sor                                           |        | Ponte de Sor                                                                                  | 39° 15′ 18″ N, 8° 00′ 44″ O  |          |       |
| Biblioteca Municipal de Portalegre                                             |        | Portalegre                                                                                    | 39° 17′ 25″ N, 7° 25′ 55″ O  |          |       |
| Biblioteca Municipal de Portel                                                 |        | Portel                                                                                        | 38° 18′ 38″ N, 7° 42′ 26″ O  |          |       |
| Biblioteca Municipal Manuel Teixeira Gomes                                     |        | Portimão                                                                                      | 37° 08′ 00″ N, 8° 32′ 20″ O  |          |       |
| Biblioteca Municipal do Porto Moniz                                            |        | Porto Moniz                                                                                   | 39° 27′ 54″ N, 8° 28′ 05″ O  |          |       |
| Biblioteca Municipal de Porto de Mós                                           |        | Porto de Mós                                                                                  | 39° 36′ 04″ N, 8° 49′ 05″ O  |          |       |
| Biblioteca Municipal da Povoação                                               |        | Povoação                                                                                      | 39° 35′ 49″ N, 9° 04′ 09″ O  |          |       |
| Biblioteca Municipal Silvestre Ribeiro                                         |        | Praia da Vitória                                                                              | 38° 43′ 56″ N, 27° 03′ 36″ O |          |       |
| Biblioteca Municipal de Proença-a-Nova                                         |        | Proença-a-Nova e Peral                                                                        | 39° 45′ 05″ N, 7° 55′ 15″ O  |          |       |
| Biblioteca Municipal de Póvoa de Lanhoso                                       |        | Póvoa de Lanhoso                                                                              | 39° 36′ 04″ N, 8° 49′ 04″ O  |          |       |
| Biblioteca Municipal da Póvoa de Santa Iria                                    |        | Póvoa de Santa Iria e Forte da Casa                                                           | 38° 51′ 47″ N, 9° 04′ 11″ O  |          |       |
| Biblioteca Municipal Rocha Peixoto                                             |        | Póvoa de Varzim                                                                               | 41° 23′ 07″ N, 8° 45′ 36″ O  |          |       |
| Biblioteca Municipal Dr. Hernâni Cidade                                        |        | Redondo                                                                                       | 38° 38′ 57″ N, 7° 32′ 42″ O  |          |       |
| Biblioteca Municipal de Reguengos de Monsaraz                                  |        | Reguengos de Monsaraz                                                                         | 38° 25′ 29″ N, 7° 32′ 01″ O  |          |       |
| Biblioteca Municipal de Resende                                                |        | Resende                                                                                       | 38° 25′ 29″ N, 7° 32′ 01″ O  |          |       |
| Biblioteca Municipal da Ribeira Brava                                          |        | Ribeira Brava                                                                                 | 39° 35′ 49″ N, 9° 04′ 09″ O  |          |       |
| Biblioteca Municipal Daniel de Sá                                              |        | Ribeira Grande                                                                                | 38° 12′ 36″ N, 7° 47′ 58″ O  |          |       |
| Biblioteca Municipal de Ribeira de Pena                                        |        | Ribeira de Pena (Salvador) e Santo Aleixo de Além-Tâmega                                      | 41° 31′ 30″ N, 7° 47′ 35″ O  |          |       |
| Biblioteca Municipal Laureano Santos                                           |        | Rio Maior                                                                                     | 39° 20′ 19″ N, 8° 56′ 03″ O  |          |       |
| Biblioteca Municipal de Sabrosa                                                |        | Sabrosa                                                                                       | 41° 11′ 26″ N, 8° 36′ 41″ O  |          |       |
| Biblioteca Municipal do Sabugal                                                |        | Sabugal                                                                                       | 39° 27′ 54″ N, 8° 28′ 05″ O  |          |       |
| Biblioteca Municipal Ary dos Santos                                            |        | Sacavém                                                                                       | 38° 47′ 34″ N, 9° 06′ 17″ O  |          |       |
| Biblioteca Municipal de Salvaterra de Magos                                    |        | Salvaterra de Magos e Foros de Salvaterra Salvaterra de Magos                                 | 39° 01′ 42″ N, 8° 47′ 28″ O  |          |       |
| Casa dos Arcos                                                                 |        | Santa Comba Dão e Couto do Mosteiro Santa Comba Dão                                           | 40° 23′ 47″ N, 8° 07′ 49″ O  | 72876    | 2578  |
| Biblioteca Municipal de Santa Cruz                                             |        | Santa Cruz                                                                                    | 39° 01′ 42″ N, 8° 47′ 28″ O  |          |       |
| Biblioteca Municipal de Santa Cruz da Graciosa                                 |        | Santa Cruz da Graciosa                                                                        | 39° 01′ 42″ N, 8° 47′ 28″ O  |          |       |
| Biblioteca Municipal de Santa Cruz das Flores                                  |        | Santa Cruz das Flores                                                                         | 39° 01′ 42″ N, 8° 47′ 28″ O  |          |       |
| Biblioteca Municipal de Chaves                                                 |        | Santa Maria Maior                                                                             | 41° 44′ 29″ N, 7° 28′ 09″ O  |          | 33765 |
| Biblioteca Municipal de Santa Maria da Feira                                   |        | Santa Maria da Feira                                                                          | 40° 55′ 41″ N, 8° 32′ 34″ O  |          |       |
| Biblioteca Municipal de Torres Vedras                                          |        | Santa Maria, São Pedro e Matacães                                                             | 39° 05′ 31″ N, 9° 15′ 39″ O  |          |       |
| Biblioteca Municipal de Santa Marta de Penaguião                               |        | Santa Marta de Penaguião                                                                      | 40° 55′ 42″ N, 8° 32′ 34″ O  |          |       |
| Biblioteca Municipal de Santana                                                |        | Santana                                                                                       | 40° 55′ 42″ N, 8° 32′ 34″ O  |          |       |
| Biblioteca Municipal Braamcamp Freire                                          |        | Santarém                                                                                      | 39° 14′ 02″ N, 8° 40′ 53″ O  |          |       |
| Biblioteca Municipal Manuel da Fonseca                                         |        | Santiago do Cacém, Santa Cruz e São Bartolomeu da Serra Santiago do Cacém                     | 38° 01′ 09″ N, 8° 41′ 33″ O  |          |       |
| Biblioteca Municipal de Santo Tirso                                            |        | Santo Tirso, Couto (Santa Cristina e São Miguel) e Burgães Santo Tirso                        | 41° 20′ 26″ N, 8° 29′ 04″ O  |          |       |
| Biblioteca Municipal do Sardoal                                                |        | Sardoal                                                                                       | 39° 32′ 06″ N, 8° 09′ 41″ O  |          |       |
| Biblioteca Municipal de Seia                                                   |        | Seia, São Romão e Lapa dos Dinheiros                                                          | 40° 25′ 10″ N, 7° 42′ 05″ O  |          |       |
| Biblioteca Municipal do Seixal                                                 |        | Seixal, Arrentela e Aldeia de Paio Pires                                                      | 38° 38′ 19″ N, 9° 06′ 09″ O  |          |       |
| Biblioteca Municipal Abade Vasco Moreira                                       |        | Sernancelhe e Sarzeda Sernancelhe                                                             | 40° 54′ 01″ N, 7° 29′ 38″ O  |          |       |
| Escola Primária de Sernancelhe                                                 |        | Sernancelhe e Sarzeda                                                                         | 40° 54′ 01″ N, 7° 29′ 38″ O  |          | 29596 |
| Biblioteca Municipal Abade Correia da Serra                                    |        | Serpa                                                                                         | 37° 56′ 27″ N, 7° 36′ 04″ O  |          |       |
| Biblioteca Municipal Padre Manuel Antunes                                      |        | Sertã                                                                                         | 39° 48′ 16″ N, 8° 05′ 58″ O  |          |       |
| Biblioteca Municipal de Sesimbra                                               |        | Sesimbra                                                                                      | 38° 26′ 42″ N, 9° 06′ 01″ O  |          |       |
| Biblioteca Pública Municipal de Setúbal                                        |        | Setúbal                                                                                       | 38° 31′ 24″ N, 8° 53′ 23″ O  |          |       |
| Biblioteca Municipal de Sever do Vouga                                         |        | Sever do Vouga                                                                                | 40° 43′ 59″ N, 8° 22′ 11″ O  |          |       |
| Biblioteca Municipal de Lousada                                                |        | Silvares, Pias, Nogueira e Alvarenga                                                          | 41° 16′ 33″ N, 8° 16′ 59″ O  |          | 22806 |
| Biblioteca Municipal de Silves                                                 |        | Silves                                                                                        | 37° 11′ 19″ N, 8° 26′ 14″ O  |          |       |
| Biblioteca Municipal de Sines                                                  |        | Sines                                                                                         | 37° 57′ 23″ N, 8° 52′ 05″ O  |          |       |
| Biblioteca Municipal de Sintra - Casa Mantero                                  |        | Sintra (Santa Maria e São Miguel, São Martinho e São Pedro de Penaferrim) Sintra              | 38° 48′ 06″ N, 9° 23′ 04″ O  |          |       |
| Biblioteca Municipal de Sobral de Monte Agraço                                 |        | Sobral de Monte Agraço                                                                        | 39° 01′ 07″ N, 9° 09′ 07″ O  |          |       |
| Biblioteca Municipal de Soure                                                  |        | Soure                                                                                         | 40° 03′ 28″ N, 8° 37′ 33″ O  |          |       |
| Biblioteca Municipal Dr. António Garção                                        |        | Sousel                                                                                        | 38° 56′ 59″ N, 7° 40′ 30″ O  |          |       |
| Biblioteca Municipal de Sátão                                                  |        | Sátão                                                                                         | 40° 44′ 28″ N, 7° 44′ 11″ O  |          |       |
| Biblioteca Municipal Dr. Manuel Francisco do Estanco Louro                     |        | São Brás de Alportel                                                                          | 37° 09′ 03″ N, 7° 53′ 16″ O  |          |       |
| Biblioteca Municipal de S. João da Madeira                                     |        | São João da Madeira                                                                           | 40° 54′ 03″ N, 8° 29′ 30″ O  |          |       |
| Biblioteca Municipal de São João da Pesqueira                                  |        | São João da Pesqueira e Várzea de Trevões                                                     | 41° 08′ 52″ N, 7° 24′ 26″ O  |          |       |
| Biblioteca Municipal de São Pedro do Sul                                       |        | São Pedro do Sul                                                                              | 40° 45′ 46″ N, 8° 03′ 49″ O  |          |       |
| Biblioteca Municipal de São Roque do Pico                                      |        | São Roque do Pico                                                                             | 38° 31′ 35″ N, 28° 19′ 20″ O |          |       |
| Biblioteca Municipal de São Vicente                                            |        | São Vicente                                                                                   | 38° 31′ 35″ N, 28° 19′ 20″ O |          |       |
| Biblioteca Municipal de Tabuaço                                                |        | Tabuaço                                                                                       | 40° 03′ 28″ N, 8° 37′ 33″ O  |          |       |
| Biblioteca Municipal de Tarouca                                                |        | Tarouca                                                                                       | 40° 03′ 28″ N, 8° 37′ 33″ O  |          |       |
| Biblioteca Municipal Álvaro de Campos                                          |        | Tavira (Santa Maria e Santiago)                                                               | 37° 07′ 20″ N, 7° 38′ 52″ O  |          |       |
| Biblioteca Municipal António Cartaxo da Fonseca                                |        | Tomar (São João Baptista) e Santa Maria dos Olivais                                           | 39° 36′ 12″ N, 8° 24′ 20″ O  |          |       |
| Biblioteca Municipal Tomás Ribeiro                                             |        | Tondela e Nandufe Tondela                                                                     | 40° 31′ 09″ N, 8° 05′ 26″ O  |          |       |
| Biblioteca Municipal de Torre de Moncorvo                                      |        | Torre de Moncorvo                                                                             | 41° 10′ 24″ N, 7° 03′ 08″ O  |          | 19304 |
| Biblioteca Municipal Gustavo Pinto Lopes                                       |        | Torres Novas (Santa Maria, Salvador e Santiago) Torres Novas                                  | 39° 28′ 51″ N, 8° 32′ 23″ O  |          |       |
| Biblioteca Municipal de Trancoso                                               |        | Trancoso (São Pedro e Santa Maria) e Souto Maior Trancoso                                     | 40° 46′ 29″ N, 7° 21′ 14″ O  |          |       |
| Biblioteca Municipal Prof. Doutor António Cruz                                 |        | Trofa                                                                                         | 41° 20′ 16″ N, 8° 34′ 27″ O  |          |       |
| Biblioteca Municipal João Brandão                                              |        | Tábua                                                                                         | 40° 21′ 30″ N, 8° 01′ 42″ O  |          |       |
| Biblioteca Municipal de Vagos                                                  |        | Vagos                                                                                         | 40° 33′ 10″ N, 8° 40′ 50″ O  |          |       |
| Biblioteca Municipal de Vale de Cambra                                         |        | Vale de Cambra                                                                                | 40° 50′ 55″ N, 8° 23′ 31″ O  |          |       |
| Biblioteca Municipal de Valença                                                |        | Valença                                                                                       | 42° 01′ 42″ N, 8° 38′ 17″ O  |          |       |
| Biblioteca Municipal de Valongo                                                |        | Valongo                                                                                       | 41° 11′ 52″ N, 8° 29′ 21″ O  |          |       |
| Biblioteca Municipal de Valpaços                                               |        | Valpaços                                                                                      | 41° 36′ 26″ N, 7° 18′ 38″ O  |          |       |
| Biblioteca Municipal de Velas                                                  |        | Velas                                                                                         | 38° 40′ 42″ N, 28° 12′ 27″ O |          |       |
| Biblioteca Municipal de Vendas Novas                                           |        | Vendas Novas                                                                                  | 38° 40′ 37″ N, 8° 27′ 54″ O  |          |       |
| Biblioteca Municipal Fernando Piteira Santos                                   |        | Venteira Amadora                                                                              | 38° 45′ 09″ N, 9° 14′ 00″ O  |          |       |
| Biblioteca Municipal de Viana do Alentejo                                      |        | Viana do Alentejo                                                                             | 38° 52′ 32″ N, 9° 05′ 16″ O  |          |       |
| Biblioteca Municipal de Viana do Castelo                                       |        | Viana do Castelo                                                                              | 41° 41′ 29″ N, 8° 49′ 36″ O  |          |       |
| Biblioteca Municipal da Vidigueira                                             |        | Vidigueira                                                                                    | 38° 12′ 36″ N, 7° 47′ 58″ O  |          |       |
| Biblioteca Municipal Padre Alves Vieira                                        |        | Vieira do Minho                                                                               | 41° 38′ 08″ N, 8° 08′ 17″ O  |          |       |
| Biblioteca Municipal Belmiro de Matos                                          |        | Vila Flor e Nabo Vila Flor                                                                    | 41° 18′ 31″ N, 7° 09′ 18″ O  |          |       |
| Fábrica das Palavras                                                           |        | Vila Franca de Xira                                                                           | 38° 57′ 09″ N, 8° 59′ 16″ O  |          |       |
| Biblioteca Municipal de Vila Franca do Campo                                   |        | Vila Franca do Campo                                                                          | 38° 57′ 09″ N, 8° 59′ 16″ O  |          |       |
| Câmara Municipal de Vila Nova de Baronia                                       |        | Vila Nova da Baronia                                                                          | 38° 17′ 18″ N, 8° 02′ 17″ O  |          | 938   |
| Biblioteca Municipal de Vila Nova de Cerveira                                  |        | Vila Nova de Cerveira e Lovelhe Vila Nova de Cerveira                                         | 41° 56′ 24″ N, 8° 44′ 39″ O  |          |       |
| Biblioteca Municipal Camilo Castelo Branco                                     |        | Vila Nova de Famalicão e Calendário Vila Nova de Famalicão                                    | 41° 24′ 39″ N, 8° 30′ 58″ O  |          |       |
| Biblioteca Municipal de Vila Nova de Foz Côa                                   |        | Vila Nova de Foz Côa                                                                          | 41° 56′ 24″ N, 8° 44′ 40″ O  |          |       |
| Biblioteca Pública Municipal de Vila Nova de Gaia                              |        | Vila Nova de Gaia                                                                             | 41° 07′ 22″ N, 8° 36′ 13″ O  |          |       |
| Biblioteca Municipal de Vila Nova de Poiares                                   |        | Vila Nova de Poiares                                                                          | 40° 12′ 38″ N, 8° 15′ 30″ O  |          |       |
| Biblioteca Municipal José Pedroso de Carvalho                                  |        | Vila Nova de Poiares                                                                          | 41° 00′ 28″ N, 8° 38′ 18″ O  |          |       |
| Biblioteca Municipal de Vila Pouca de Aguiar                                   |        | Vila Pouca de Aguiar                                                                          | 41° 29′ 59″ N, 7° 38′ 46″ O  |          |       |
| Biblioteca Municipal Dr. Júlio Teixeira                                        |        | Vila Real                                                                                     | 41° 17′ 34″ N, 7° 44′ 17″ O  |          |       |
| Biblioteca Municipal Vicente Campinas                                          |        | Vila Real de Santo António                                                                    | 37° 11′ 28″ N, 7° 25′ 13″ O  |          |       |
| Biblioteca Municipal José Baptista Martins                                     |        | Vila Velha de Ródão                                                                           | 39° 39′ 19″ N, 7° 40′ 28″ O  |          |       |
| Biblioteca Municipal Professor Machado Vilela                                  |        | Vila Verde e Barbudo                                                                          | 41° 38′ 58″ N, 8° 26′ 09″ O  |          | 5873  |
| Biblioteca Municipal José Cardoso Pires                                        |        | Vila de Rei                                                                                   | 39° 40′ 24″ N, 8° 08′ 41″ O  |          |       |
| Biblioteca Municipal de Vila do Bispo                                          |        | Vila do Bispo                                                                                 | 41° 41′ 29″ N, 8° 49′ 36″ O  |          |       |
| Biblioteca Municipal José Régio                                                |        | Vila do Conde                                                                                 | 41° 21′ 20″ N, 8° 44′ 51″ O  |          |       |
| Biblioteca Municipal de Vila do Porto                                          |        | Vila do Porto                                                                                 | 41° 41′ 29″ N, 8° 49′ 36″ O  |          |       |
| Biblioteca Municipal Norberto Lopes                                            |        | Vimioso                                                                                       | 41° 35′ 02″ N, 6° 31′ 40″ O  |          |       |
| Biblioteca Municipal de Vinhais                                                |        | Vinhais                                                                                       | 41° 29′ 59″ N, 7° 38′ 46″ O  |          |       |
| Biblioteca Municipal D. Miguel da Silva                                        |        | Viseu                                                                                         | 40° 39′ 06″ N, 7° 54′ 33″ O  |          |       |
| Biblioteca Municipal Fundação Jorge Antunes                                    |        | Vizela                                                                                        | 41° 37′ 53″ N, 8° 21′ 06″ O  |          |       |
| Biblioteca Municipal de Vouzela (antigos Paços do Concelho de Vouzela)         |        | Vouzela e Paços de Vilharigues                                                                | 40° 43′ 24″ N, 8° 06′ 41″ O  | 72163    | 3767  |
| Biblioteca Municipal Manuel Alegre                                             |        | Águeda                                                                                        | 40° 34′ 23″ N, 8° 26′ 39″ O  |          |       |
| Biblioteca Municipal de Ílhavo                                                 |        | Ílhavo                                                                                        | 40° 36′ 20″ N, 8° 40′ 17″ O  |          |       |
| Biblioteca Municipal de Óbidos                                                 |        | Óbidos                                                                                        | 39° 21′ 43″ N, 9° 09′ 26″ O  |          |       |